# 河上敬介
河上 敬介（かわかみ けいすけ、1961年 - ）は、日本の教育者。名古屋大学医学部保健学科准教授兼愛知医療学院短期大学講師。主な研究の分野は理学療法学で、それに関する著作や論文が多数ある。

## 経歴
- 1984年 専門学校を卒業。国立神戸病院に勤務。
- 1987年 名古屋大学医療技術短期大学部理学療法学科助手に就任。
- 1998年 名古屋大学医学部保健学科理学療法学専攻助手に就任。
- 2001年 名古屋大学医学部保健学科理学療法学専攻講師に昇格。
- 2003年 名古屋大学医学部保健学科理学療法学専攻助教授に昇格。
- 2007年 名古屋大学医学部保健学科理学療法学専攻准教授となる。
- 2008年 愛知医療学院短期大学の開学と同時に同短大の講師となる。

## 主たる著書
- 『頭・頸部の筋の形と位置　－立体的イメージングのために－』（2010年）出版社：大峰閣
- 『骨格筋の形と触察法』(共著)(1998年)：出版社：大峰閣
- 『標準理学療法学・作業療法学　専門基礎分野　解剖学』第3版（2010年）出版社：医学書院
- 『筋機能改善の理学療法とそのメカニズム－理学療法の科学的基礎を求めて－』（第2版）（2007年）出版社：ナップ
- 『実践MOOK理学療法プラクティス　関節可動制限（発展途上の理学療法－その可能性）』（2009年） 出版社：文光堂
- 『系統別・治療手技の展開　改訂第２版』（2007年）出版社：協同医書出版社
- 『標準理学療法学・作業療法学　専門基礎分野　解剖学』第2版（2004年）出版社：医学書院
- 『系統別・治療手技の展開』（1999年）出版社：協同医書出版社
- 『健康運動科学教本（実技編）』（1997年）出版社：サカタ出版